# Quan điểm quan hệ
Trong quản lý, quan điểm quan hệ của Jeffrey H. Dyer và Harbir Singh là một lý thuyết để coi các mạng và cặp của các công ty là đơn vị phân tích để giải thích giá thuê quan hệ, tức là hiệu suất của công ty cá nhân vượt trội được tạo ra trong mạng / đê đó. Quan điểm này sau đó đã được Lavie (2006) mở rộng.

## So sánh với các lý thuyết khác
Quan điểm quan hệ bổ sung quan điểm hiện có. Mặc dù chế độ xem cấu trúc ngành giải thích lợi nhuận vượt trội với tư cách thành viên của một công ty trong ngành có các đặc điểm cấu trúc cụ thể, và chế độ xem dựa trên tài nguyên giải thích lợi nhuận vượt trội với tính không đồng nhất của công ty, view lập luận rằng các liên kết can thiệp do đặc tính là một nguồn của giá thuê quan hệ.

## Giá thuê quan hệ
Dyer và Singh định nghĩa một khoản tiền thuê quan hệ là "lợi nhuận siêu thường được tạo ra trong mối quan hệ trao đổi mà công ty không thể tạo ra trong sự cô lập và chỉ có thể được tạo ra thông qua các đóng góp chung của các đối tác liên minh cụ thể" (p.   662).